# Сидамо (язык)
Сидамо — кушитский язык народа сидамо, распространённый на юго-западе Эфиопии, в районе озёр Абая и Ауаса.

## Введение
В англоязычной литературе упоминаются названия Sidaama, Sidama, Sidamigna или Sidaminya и Sidamic.
Согласно справочнику Ethnologue, сходство лексики с некоторыми близкородственными языками таково: 64 % с алаба, 62 % с камбата, 53 % с хадийя.

## Социолингвистика
По количеству говорящих сидамо является пятым языком в Эфиопии. По состоянию на 2007 год как первым языком сидамо владеет 2 980 тыс. чел. и 101 тыс. — как вторым.. Абсолютное большинство носителей языка моноязычны. Вторым языком носители сидамо чаще всего называли амхарский, затем оромо и волайта.
С середины 70-х годов XX в. велась деятельность по созданию алфавита для данного языка. В правление Менгисту создавалась письменность на основе геэза. После свержения коммунистического режима предпочтение было отдано письменности на основе латинского алфавита. Начиная приблизительно с 1994 года язык преподаётся в школах, однако уровень грамотности остаётся низким и по сей день: порядка 20 % по данным Ethnologue.
Сведения о диалектологии сидамо крайне скудны и противоречивы, а потому и ненадёжны. Одни свидетели полагают, что диалектные различия несущественны. Другие — утверждают обратное. Правдоподобно выглядит картина, на которой выделяется ядро из 5-6 достаточно близких друг к другу диалектов и 2 противопоставленных ему наречия: yanase, на котором говорит один из северных кланов, географически обособленный от главной сидамской общины, и диалект гончаров haadiiččo, презрительно/снисходительно относящихся к членам остальных кланов.
Традиционно среди более чем 60 этнических групп Эфиопии принято выделять группу южных народностей, к которой относят и сидамо, однако она считается несколько обособленной от остальных народов зоны ОНЮЭ. Сидамцы почти со всех сторон окружены этногруппами оромо, гедеосцев и омотских волайта.

## Типологическая характеристика

### Степень свободы выражения грамматических значений
Язык высокосинтетический с элементами аналитизма.
| (1) | bul-e k’aakk’-o-◌́-se-ra y-i-t-e dadill-i-ɗ-ɗ-u.                                                       |
|     | Bule.f-nom.umn) baby.f-umn-gen-3.sg.f.poss-dat.mod say-ep-3.sg.f-add worry-ep-mid-3.sg.f-s.prf.3.sg.f |
|     | ‘Bule worried about her small daughter very much/for a long time.’                                    |

### Характер границы между морфемами

#### Формальная фузия
Ярких примеров формальной фузии на стыке основы и грамматических аффиксов язык почти не обнаруживает. Так, фузия основы существительного с плюральным показателем в большинстве случаев представляет собой сингармонизм самого правого согласного основы с согласным pl; однако имеются и исключения (см. пример 14):
| №  | umn        | sg            | pl        | Перевод на англ. |
| -- | ---------- | ------------- | --------- | ---------------- |
| 1  | sin-a      | sin-čo        | sin-na    | ‘branch’         |
| 2  | —          | woš-iččo      | woš-ša    | ‘dog’            |
| 3  | rod-o      | —             | rod-uwa   | ‘sibling’        |
| 4  | č’ulunk’-a | č’ulunk’-iččo | —         | ‘fingernail’     |
| 5  | got-o      | got-iiččo     | —         | ‘hyena’          |
| 6  | bis-e      | ?             | bis-sa    | ‘sword’          |
| 7  | —          | man-čo        | man-na    | ‘person’         |
| 8  | gaar-a     | ?             | gaar-ra   | ‘hill’           |
| 9  | daraar-o   | ?             | darar-ra  | ‘flower’         |
| 10 | —          | mik’-iččo     | mik-k’a   | ‘bone’           |
| 11 | gum-a      | ?             | gum-ma    | ‘fruit’          |
| 12 | siwiil-a   | siwiil-čo     | siwiil-la | ‘iron’           |
| 13 | doog-o     | ?             | doog-ga   | ‘road’           |
| 14 | siiwo      | ?             | siib-ba   | ‘rope’           |

#### Семантическая фузия
Семантическая фузия присутствует, но является далеко не абсолютной.
Беглый обзор:
| (2) | bul-e dangur-a-◌́ sunk’-i-t-ú.                                       |
|     | Bule.f-nom.umn Dangura-m.umn-acc kiss-ep-3.sg.f-s.prf.3.sg.f-3.sg.m |
|     | ‘Bule kissed Dangura.’                                              |

| (3) | damboow-í-ra min-i-si no(-si)                                                                               |
|     | Damboowa-gen.prop.m-dat.prop house-nom.mod.m-3.sg.m.poss exist.p.prf.3(-3.sg.m)                             |
|     | ‘Damboowa’s house (still) exists.’ (lit., ‘To Damboowa, his house exists.’) (It is still available to him.) |

| (4) | uddan-o-◌́ huunč’-ø-e mool-s-ø-i                                          |
|     | clothes.f-umn-acc squeeze-3.sg.m-add become.dry-caus-3.sg.m-s.prf.3.sg.m |
|     | ‘He squeezed the clothes (usually, one time), and then dried them.’      |

Более подробный анализ мы произведём, ориентируясь на [Плунгян 2011] и претендуя всё же лишь на приблизительную обрисовку ситуации. Из нижеприведённых таблиц следует, что в сидамо фузия и агглютинация представлены приблизительно в равной степени.

##### Существительное
| Категория     | Число граммем | Первичный анализ | Окончательный анализ                                                                 |
| ------------- | ------------- | --- | ------------------------------------------------------------------------------------ |
| Детерминация  | 0             | — | —                                                                                    |
| Падеж         | 6             | - Номинатив: -ø - Аккузатив: -◌́ - Генитив: -◌́/-té (umn.f.gen)/-◌́-ø - Датив-локатив: -ra/-ho/-te - Аллатив: -ra - Аблативно-инструментальный: -nni | Преобладание агглютинации с существенным элементом фузии                             |
| Посессивность |               | - 1.SG: -’ya - 2.SG: -kki - 3.SG.M: -si - 3.SG.F: -se - 1.PL: -nke - 2.PL: -’ne - 3.PL: -nsa | Кумуляция с лицом и числом обладаемого                                               |
| Именной класс | 2             | u, i — кумулятивные показатели мужского рода и неопределённого числа. Выражают ли показатели -e, -o, -а вдобавок к числовой неопределённости и род — неизвестно, поскольку грамматика, лёгшая в основу настоящей статьи, ничего не сообщает о продуктивности данных суффиксов. Если данные показатели непродуктивны, то знание о роде можно считать словарным. Однако последние 3 показателя часто выражают также и номинатив. | При любом раскладе преобладает фузия. О наличии агглютинации судить пока что нельзя. |
| Число         | 3             | см. таблицу из раздела «Формальная фузия» | Преобладание агглютинации с элементами фузии                                         |

##### Глагол
| Категория               | Число граммем | Первичный анализ | Окончательный анализ                                                                                           |
| ----------------------- | ------------- | --- | --- |
| Аспект                  | 3             | | Кумулятивное выражение с лицом, числом и в какой-то степени с именным классом подлежащего — преобладание фузии |
| Время                   | 0             | — | — |
| Глагольная ориентация   | 0             | — | — |
| Залог                   | 3             | - Активный: -ø - Медий: -(i)ɗ/-(i)’r/-’/-p’/-t’ - Пассивный: -an после зубных/-am в прочих случаях | Преобладание агглютинации с элементами фузии                                                                   |
| Лицо-число подлежащего  | 3*2           | | Кумулятивное выражение с аспектом и в какой-то степени с именным классом подлежащего — преобладание фузии      |
| Адмиративность          | 0             | — | — |
| Наклонение              | 4             | - Индикатив: -ø - Кондиционалис: -ro - Императив: -i (2.sg), -Ce (2.pl) - Императивный прохибитив: -tooti (2.sg), -tinoonte (2.pl) - Оптатив: -o (1.sg/3.sg.m), -to (3.sg.f/3.pl), -no (1.pl) - Оптативный прохибитив: -nke - Гортатив: -no, трансфикс -n-C основы-o(i-n-t-o, где it- ‘есть’), -ino, -Co - Гортативный прохибитив: -nke/di= | Преобладание агглютинации с многочисленными элементами фузии                                                   |
| Реальность-ирреальность | 0             | — | — |
| Таксис                  | 0             | — | — |
| Фаза                    | 0             | — | — |
| Эвиденциальность        | 0             | — | — |

### Тип ролевой кодировки в предикации
Языком используется номинативно-аккузативная стратегия кодирования глагольных актантов. Агенс при переходном глаголе (A), а также агенс (Sa) и пациенс (Sp) при одноместном непереходном глаголе маркируются номинативом. Пациенс при переходных глаголах (P) маркируется аккузативом.
Примеры:
А, P:
| (5) | bul-e dangur-a-◌́ sunk’-i-t-ú                                 |
|     | Bule.f-nom.umn Dangura-m.umn-acc kiss-ep-3.sg.f-s.prf.3.sg.f |
|     | ‘Bule kissed Dangura.’                                       |

Sa:
| (6) | lat’-o-ø hakk-i-◌́-ra ha-ɗ-u                                |
|     | Lat’o.f-umn-nom there-m.umn-gen-all go-3.sg.f-s.prf.3.sg.f |
|     | ‘Lat’o went there.’                                        |

Sp:
| (7) | daafurs-i gobb-a-◌́-si-ra re-ø-ino                                         |
|     | Daafursa-nom.prop.m country(gen.f)-3.sg.f.poss-dat.mod die-3.sg.m-p.prf.3 |
|     | ‘Daafursa died for the benefit of his country.’                           |

### Локус маркирования

#### Посессивное маркирование
Посессивное маркирование выражается на зависимых посредством генитивного суффикса:
| (8) | ani wošičč-u-◌́-nni=ta waǰǰido-◌́ lekk-a-◌́ la’-u-mm-o                         |
|     | 1.sg.nom dog-m.umn-gen-def=f.acc white-acc leg.f-umn-acc see-s.prf.1-1.sg-m |
|     | ‘I (M) saw the male dog’s white legs.’                                      |

| (9) | beett-u-◌́ farašš-i dunka=ho                 |
|     | child-m.umn-gen horse-nom.mod.m slow=m.pred |
|     | ‘The boy’s horse is slow.’                  |

Также имеются серии посессивных суффиксов:
| (10) | am-a-ø-’ya durette=te.                 |
|      | mother.f.umn-nom-1sg rich.f=npc.f.pred |
|      | ‘My mother is rich.’                   |

#### Маркирование в предикации
Сидамо придерживается зависимостной стратегии кодирования отношений подлежащего и дополнений. В то же время согласование по лицу и числу с подлежащим может быть распознано как шаг в сторону вершинной стратегии:
| (11) | bul-e hitto mančo-◌́ bat-t’-anno, harančo-◌́ du’ma-◌́=woi seeda-◌́ mančo-◌́?                              |
|      | Bul-e.f-nom.umn what_kind_of_person-acc like-3.sg.f-imprf.3 short-acc fat-acc=or tall-acc person-acc |
|      | ‘What type of man does Bule like, a short, fat, or tall man?’                                        |

| (12) | lat’-o-◌́ ǰil-u-◌́-i=wa ha-ɗ-anno-ro=nna ha-ɗ-anno-kki-ro t’a’m-i-se                                              |
|      | Lat’o.f-umn-acc feast-m.umn-gen-def=place go-3.sg.f-imprf.3-if=and go-3.sg.f-imprf.3-neg-if ask-imp.2.sg-3.sg.f |
|      | ‘Ask Lat’o if she is going to the feast.’                                                                       |

### Порядок слов
Базовым, но не единственным возможным порядком слов в сидамо является SOV:
| (13) | lat’-o-ø dangur-a-◌́ bat-t’-anno                       |
|      | Lat’o.f-umn-nom Dangura-m.umn-acc like-3.sg.f-imprf.3 |
|      | ‘Lat’o loves Dangura.’                                |

Язык допускает и другой порядок слов — OSV — маркирующий подлежащее, находящееся в фокусе внимания говорящего:
| (14) | dangur-a-◌́ lat’-o-ø bat-t’-anno                          |
|      | Dangura-m.umn-acc Lat’o.f-umn-nom like-3.sg.f-imprf.3    |
|      | ‘Lat’o loves Dangura.’ (Именно Лато, а не кто-либо иной) |

О допустимости какого-либо ещё порядка слов грамматика, лёгшая в основу настоящей статьи, не сообщает.

## Некоторые особенности
Сидамо весьма близок к языкам алтайского типа тем, что:
- в нём отсутствует префиксация и тенденции к её появлению весьма скромны (отрицательный проклитический показатель di=)
- язык высокосинтетический
- фузия и кумуляция представлены весьма умеренно, распространён сингармонизм (см. примеры выше)
- посессивное маркирование может выражаться как на посессоре, так и на обладаемом

## Письменность
Возникновение письменности на языке сидамо связано с деятельностью западных христианских миссионеров, которые обосновались в районе проживания сидамо в 1928 году. В 1933 году Британским и международным библейским обществом было издано Евангелие от Марка на языке сидамо - первый письменный текст на этом языке. В этом издании использовалось эфиопское письмо.
В конце 1970-х годов правительством Эфиопии на той же графической основе была разработана стандартизированная письменность для сидамо, на которой началось обучение в школе, выпуск литературы и др. В начале 1990-х годов по решению местных активистов была создана письменность сидамо на латинской основе, которая в настоящее время является единственной используемой для этого языка.
Алфавит сидамо:
| A a | B b | C c  | Ch ch | D d | Dh dh | E e | F f | G g | H h | I i | J j | K k | L l | M m |
| --- | --- | ---- | ----- | --- | ----- | --- | --- | --- | --- | --- | --- | --- | --- | --- |
| /a/ | /b/ | /č'/ | /č/   | /d/ | /ɗ/   | /e/ | /f/ | /g/ | /h/ | /i/ | /ǰ/ | /k/ | /l/ | /m/ |

| N n | Ny ny | O o | Ph ph | Q q  | R r | S s | Sh sh | T t | U u | W w      | X x  | Y y |
| --- | ----- | --- | ----- | ---- | --- | --- | ----- | --- | --- | -------- | ---- | --- |
| /n/ | /ñ/   | /o/ | /p'/  | /k'/ | /r/ | /s/ | /š/   | /t/ | /u/ | /b/, /w/ | /t'/ | /y/ |

Долгие гласные на письме передаются удвоением букв для парных кратких: aa [aː], ee [eː], ii [iː], oo [oː], uu [uː].
Старый алфавит сидамо:
| МФА | а | u/u: | i/i: | a | e/e: | - | o/o: |
| --- | - | ---- | ---- | - | ---- | - | ---- |
| h   | ሀ | ሁ    | ሂ    | ሃ | ሄ    | ህ | ሆ    |
| l   | ለ | ሉ    | ሊ    | ላ | ሌ    | ል | ሎ    |
| ʔl  | ለ | ሉ    | ሊ    | ላ | ሌ    | ል | ሎ    |
| m   | መ | ሙ    | ሚ    | ማ | ሜ    | ም | ሞ    |
| ʔm  | መ | ሙ    | ሚ    | ማ | ሜ    | ም | ሞ    |
| s   | ሰ | ሱ    | ሲ    | ሳ | ሴ    | ስ | ሶ    |
| r   | ረ | ሩ    | ሪ    | ራ | ሬ    | ር | ሮ    |
| r   | ረ | ሩ    | ሪ    | ራ | ሬ    | ር | ሮ    |
| ʃ   | ሸ | ሹ    | ሺ    | ሻ | ሼ    | ሽ | ሾ    |
| kʼ  | ቀ | ቁ    | ቂ    | ቃ | ቄ    | ቅ | ቆ    |
| b   | በ | ቡ    | ቢ    | ባ | ቤ    | ብ | ቦ    |
| t   | ተ | ቱ    | ቲ    | ታ | ቴ    | ት | ቶ    |
| t͡ʃ  | ቸ | ቹ    | ቺ    | ቻ | ቼ    | ች | ቾ    |
| ʔ   | አ | ኡ    | ኢ    | ኣ | ኤ    | እ | ኦ    |
| n   | ነ | ኑ    | ኒ    | ና | ኔ    | ን | ኖ    |
| ʔn  | ነ | ኑ    | ኒ    | ና | ኔ    | ን | ኖ    |
| ɲ   | ኘ | ኙ    | ኚ    | ኛ | ኜ    | ኝ | ኞ    |
| k   | ከ | ኩ    | ኪ    | ካ | ኬ    | ክ | ኮ    |
| w   | ወ | ዉ    | ዊ    | ዋ | ዌ    | ው | ዎ    |
| y   | የ | ዩ    | ዪ    | ያ | ዬ    | ይ | ዮ    |
| d   | ዸ | ዹ    | ዺ    | ዻ | ዼ    | ዽ | ዾ    |
| ɗ   | ደ | ዱ    | ዲ    | ዳ | ዴ    | ድ | ዶ    |
| d͡ʒ  | ጀ | ጁ    | ጂ    | ጃ | ጄ    | ጅ | ጆ    |
| ɡ   | ገ | ጉ    | ጊ    | ጋ | ጌ    | ግ | ጎ    |
| tʼ  | ጠ | ጡ    | ጢ    | ጣ | ጤ    | ጥ | ጦ    |
| t͡ʃʼ | ጨ | ጩ    | ጪ    | ጫ | ጬ    | ጭ | ጮ    |
| pʼ  | ጰ | ጱ    | ጲ    | ጳ | ጴ    | ጵ | ጶ    |
| f   | ፈ | ፉ    | ፊ    | ፋ | ፌ    | ፍ | ፎ    |
| МФА | а | u/u: | i/i: | a | e/e: | - | o/o: |

## Сокращения
- 1 — первое лицо
- 2 — второе лицо
- 3 — третье лицо
- асс — аккузатив
- add — аддитив
- all — аллатив
- caus — каузатив
- gen — генитив
- dat — датив-локатив
- def — показатель определённости
- ep — эпентеза
- f — женский род
- imp — императив
- imprf — имперфектив[англ.]
- m — мужской род
- mod — «модифицированное» существительное (один из словоизменительных типов сидамо)
- neg — отрицательный показатель
- nom — номинатив
- pl — множественное число
- poss — посессив
- p.prf — «презентный» перфектив
- pred —
- prop — имя собственное
- sg — единственное число
- s.prf — простой перфектив
- umn — показатель числовой неопределённости
- = — граница клитики и морфологического слова
- — — легко устанавливаемая граница между морфемами
- . — размытая или отсутствующая граница между морфемами и, как следствие, кумулятивное выражение либо а) нескольких грамматических категорий, либо б) семантики основы с некоторой грамматической или деривационной категорией